# إيفانا فوسو
إيفانا فيريرا فوسو (12 مارس 2001) هي لاعبة كرة قدم برازيلية محترفة تلعب كمهاجمة لنادي برمنغهام سيتي الإنجليزي للسيدات والمنتخب البرازيلي. ولدت في سلفادور، باهيا، ونشأت في ألمانيا، ولعبت مع منتخب بلادها على المستوى الدولي للشباب، ولعبت مع منتخبات تحت 15 عامًا، وتحت 16 عامًا، وتحت 17 عامًا، وتحت 19 عامًا.

## مهنة دولية

### شباب
مثلت ألمانيا على مستوى الشباب تحت 15 عامًا إلى تحت 19 عامًا. وظهرت لأول مرة مع المنتخب الوطني في 28 أكتوبر 2014 مع المنتخب الوطني تحت 15 عامًا ضد اسكتلندا عندما كانت تبلغ من العمر 13 عامًا. وسجلت هدفها الأول في 4 يونيو 2015 لفريق تحت 15 عامًا ضد جمهورية التشيك.
في عام 2018، كانت جزءًا من فرق تحت 17 عامًا لكل من بطولة أمم أوروبا للسيدات تحت 17 سنة 2018 وكأس العالم للسيدات تحت 17 سنة 2018. وقادت الفريق وسجلت هدفين في بطولة أوروبا وأنهت ألمانيا البطولة في المركز الثاني، وخسرت في النهائي أمام إسبانيا. أنهى الفريق صدارة مجموعته في كأس العالم لكنه خرج من الدور ربع النهائي على يد كندا.
ظهرت مرتين خلال تصفيات بطولة أوروبا للسيدات تحت 19 عامًا 2019، وسجلت ضد اليونان في أبريل 2019، ولعبت تصفيات بطولة أمم أوروبا للسيدات تحت 19 سنة 2020، وسجلت ثلاثة أهداف في ثلاث مباريات خلال الجولة التأهيلية الأولى.

### المنتخب الأول
في يناير 2021، استدعيت إلى منتخب البرازيل الأول للمشاركة في كأس شيبيليفز 2021. وظهرت لأول مرة في 18 فبراير في المباراة الافتتاحية للبطولة كبديلة في الدقيقة 67 عن تشو سانتوس ضد الأرجنتين.

## الحياة الشخصية
في 8 يوليو 2021، تزوجت فوسو من زميلها البرازيلي الألماني رودريغو فيريرا، لاعب كرة قدم في الدوري الألماني، خلال حفل صغير في شيندلفينجن بعد علاقة استمرت ثلاث سنوات.

## الإحصائيات المهنية

### دولي
آخر تحديث 1 ديسمبر 2021.
| الفريق الوطني | سنة     | تطبيقات | الأهداف |
| ------------- | ------- | ------- | ------- |
| البرازيل      | 2021    | 4       | 0       |
| المجموع       | المجموع | 4       | 0       |

## الإنجازات
فرايبورغ
- المركز الثاني في كأس ألمانيا: 2019.[14]

ألمانيا
- بطولة أمم أوروبا للسيدات تحت 17 سنة: 2018